# De Flier
De Flier is een bedrijventerrein in de Gelderse stad Nijkerk, ter grootte van ca. 27 ha, ten zuidoosten van de snelweg A28.
Tegelijk met de aanleg van De Flier werd een kleiner bedrijventerrein ontwikkeld: de Arkerpoort. Dat terrein ligt tussen de snelweg, Arkemheenseweg en de verbindingsweg.
Tegelijkertijd met de aanleg van De Flier en de Arkerpoort werd een nieuwe snelweg-afrit gemaakt: afrit 8a, die zowel naar Amersfoort-Vathorst als naar Nijkerk-Zuid leidt.
De straatnamen op de Flier eindigen allemaal op 'erf', omdat er in het verleden allerlei boerderijen op deze plek stonden. De straatnamen zijn vernoemd naar deze boerderijen, zoals Pelenerf en Riddererf. Deze boerderijen werden afgebroken in de tijd dat men het plan had om hier een kanaal te graven van de Rijn naar de Zuiderzee.
In 2024 wordt een bestemmingsplan voorgelegd om de bouwgronden aan de Domstraat uit te breiden en aan te sluiten aan bedrijventerrein De Flier. Tevens wordt in dit plan het aansluiten van een fietsverbinding tussen de Domstraat en de Flier gerealiseerd.
Centrum · Schulpkamp · Rensselaer · Paasbos · Strijland · Beulekamp · Luxool · Hazeveld · Bruins Slotlaan · Corlaer · Groot Corlaer (Boerderijakkers · De Kamers) · De Bogen · De Terrassen · Doornsteeg · Het Spaanse Leger

Bedrijventerreinen:
Arkervaart · Watergoor · Spoorkamp · De Flier